# Caspiana
Caspiana là một chi bọ cánh cứng trong họ Chrysomelidae.
Chi này được Lopatin miêu tả khoa học năm 1977.

## Các loài
Chi này gồm các loài:
- Caspiana armata Lopatin, 1978